# رمسيس نخت
رعمسسو نخت أو رمسيس نخت كان كاهن آمون الأكبر خلال العديد من السنوات في الأسرة العشرين. تم تعيينه كاهنًا أكبر في طيبة في عهد رمسيس الرابع. استمر في منصبه حتى عهد رمسيس التاسع. خلال فترة ولايته، ازدادت قوة وأهمية كهنوت آمون في مصر، بينما بدأت سلطة الملك تضعف بشكل ملحوظ.

## السيرة الذاتية
كان ابن مري باستت، الوكيل الخاص بالملك. تزوج رعمسسو نخت من جيديت عات، ابنة سيتاو، كاهن نخبت الأكبر، وكان لهما على الأقل ولدان: أمنحتب ونسي آمون، وابنة تدعى تامريت. خلفه ابنه أمنحتب في المنصب، وهناك أدلة تشير إلى أن ابنه نسامون، الذي كان خادم آمون من الدرجة الثانية، قد شغل أيضًا منصب كاهن آمون الأكبر لفترة من الزمن. تزوجت ابنته تامريت من أمنموبت، النبي الثالث لآمون، مما جعل عائلة رعمسسو نخت مرتبطة عبر الزواج بعائلة كهنوتية أخرى مهمة، وهي عائلة باكنخنسو الذي خدم ككاهن آمون الأكبر في عهد رمسيس الثاني. (أمنموبت كان حفيد باكنخونسو من ابنته نفرتاري). يظهر رعمسسو نخت في مقبرة حميه سيتاو في الكاب.
خلال فترة ولايته، قاد كاهن آمون الأكبر رعمسسو نخت شخصيًا حملة ضخمة للتنقيب في المحاجر الصخرية في وادي الحمامات في السنة الثالثة من عهد رمسيس الرابع. تضمنت الحملة 8,368 رجلًا بما في ذلك 5,000 جندي، و2,000 من موظفي معابد آمون، و800 من العمال المهرة (العابيرو كما يسمون بالمصرية من الجذر عپر بمعنى المهارة والجهوزية) و130 من الحجارين وعمال المحاجر. تم تسجيل هذه الحملة على لوحة حجرية. حصل على الذهب والجالينا (لتصنيع الكحل) في عهدي رمسيس السابع ورمسيس التاسع.

## نقش طيبة 1860أ
كان يُعتقد لفترة من الزمن أن هناك اثنين من كهنة آمون الأكبرين باسم رعمسسو نخت. كان هذا استنادًا إلى قراءة خاطئة لنقش طيبة 1860أ. وُضع هذا النقش في سنة مجهولة الثامنة، وكان يبدو أنه يذكر، إلى جانب رعمسسو نخت، ساقي ملكي وعمدة طيبة أمنموس، وعامل رئيسي في المقبرة يدعى أمننخت. اقترح بيربريير أن يكون هذا الأمننخت هو العامل الرئيسي الذي كان نشطًا في السنة الثالثة من عهد رمسيس العاشر. كان من شأن هذا أن يجعل رعمسسو نخت المذكور في النقش هو الكاهن الأكبر الثاني بهذا الاسم. ومع ذلك، فإن فرضية بيربريير كانت تشير أيضًا إلى أن رمسيس العاشر قد حكم حتى السنة الثامنة، وهو أمر لم يتم إثباته. في ذلك الوقت، كان هذا يبدو مؤكدًا بنظرية ريتشارد باركر الذي استند فقط إلى أسس فلكية لاقتراح السنة التاسعة لرمسيس العاشر.
تم التخلي عن نظرية باركر لاحقًا، وأوضح لاني بيل أن النقش في الحقيقة يشير إلى "باموس، ابن العامل الرئيسي أمننخت" وليس العامل نفسه. اقترح بيل أن نقش طيبة 1860أ يعود إلى السنة الثامنة من حكم رمسيس السادس. على الرغم من أن فرضيته تقدم عاملًا رئيسيًا جديدًا باسم أمننخت، فإن هذا يعتبر حلاً أكثر اقتصادية من افتراض وجود كاهن أكبر ثانٍ باسم رعمسسو نخت، وعمدة جديد اسمه أمنموس، وخمس سنوات غير مثبتة من حكم رمسيس العاشر.

## الوفاة والدفن

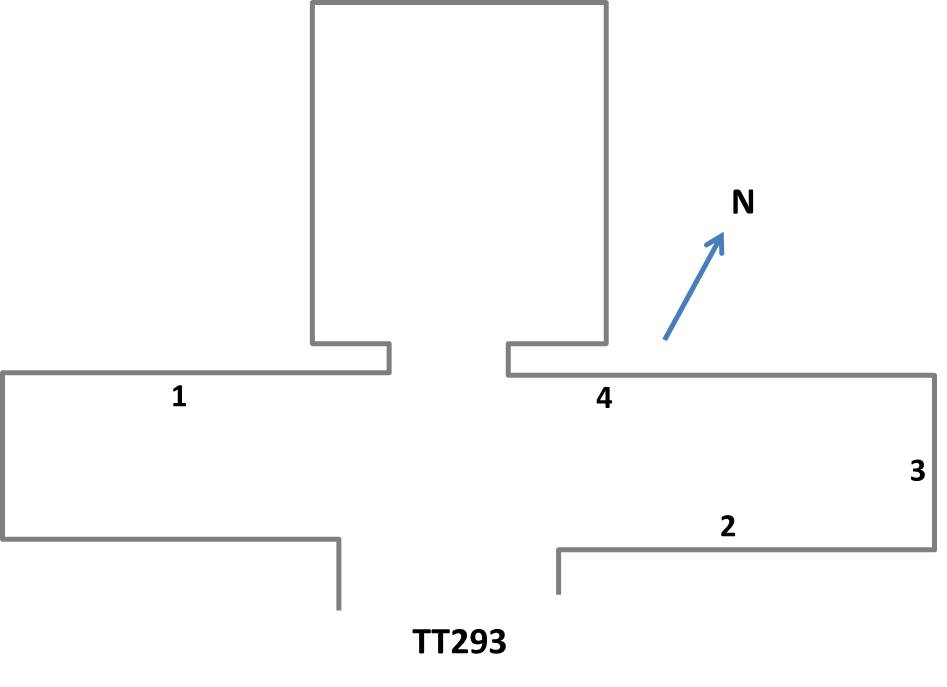
مخطط مقبرة رعمسسو نخت، TT293

دُفن رعمسسو نخت في المقبرة المرقمة TT293 في منطقة دراع أبو النجا في الأقصر. حول تاريخ وفاته ودفنه هناك بعض الجدل. أقدم تاريخ معروف لرعمسسو نخت حتى الآن يأتي من السنة الثانية لعهد رمسيس التاسع. في نص يعود إلى عهد رمسيس الحادي عشر، يشير كاهن آمون الأكبر أمنحتب إلى دفن والده "في السنة ... [سنة غير معروفة] من حكم الفرعون". هذا يمثل إشكالية، حيث أن مصطلح "الفرعون" في النصوص الرسمية خلال هذه الفترة كان يستخدم عادة للإشارة فقط إلى الملك الحي. ومع ذلك، فإن حقيقة أن ابنه أمنحتب تم تسجيله لأول مرة في منصبه في السنة التاسعة من حكم رمسيس التاسع توضح بوضوح أن رعمسسو نخت يجب أن يكون قد توفي في عهد هذا الملك وليس في عهد رمسيس الحادي عشر.

## قراءة إضافية
- م.ل. بيربريير، كاهن أكبر ثانٍ رعمسسو نخت؟، مجلة الآثار المصرية 58 (1972)، 195-199
- لاني بيل، كاهن واحد فقط رعمسسو نخت والنبي الثاني نسامون ابنه الأصغر، سيرابيس 6 (1980)، 7-27
- دانيال بولز، سلالة رعمسسو نخت وسقوط المملكة الحديثة: نصب جديد في طيبة، دراسات في الثقافة المصرية القديمة 25 (1998)، 257-293
- أوته رومل، دراسة معابد مقابر كهنة آمون الأكبرين رعمسسو نخت وأمنحتب (K93.11/K93.12). تقرير البحث 2014/2015، تقارير البحث الإلكترونية لمعهد الآثار الألماني (eDAI-F) 2015-2، 1-5